# Unión Deportiva Barbastro
Maillots
Actualités
L'Unión Deportiva Barbastro est un club espagnol de football basé à Barbastro dans la communauté autonome d'Aragon.